# Derecho Indígena en Costa Rica
Derecho Indígena en Costa Rica es el ordenamiento jurídico que rige a las comunidades indígenas en Costa Rica. Debido a sus orígenes en la tradición comunitaria, mantiene un predominante valor casuístico, consetudinario e indiferenciado y difiere del ordenamiento jurídico normativo diferenciado costarricense. Según los datos conocidos, al momento de la entrada en contacto con los colonos europeos, ninguna cultura indígena Mesoamericana había sufrido un proceso de diferenciación de su esferas normativas.

## Antecedentes
En Costa Rica, las comunidades indígenas fueron divididas en dos áreas de influencia históricas principales: la mesoaméricana y el área intermedia. La primera, principalmente influenciada por las comunidades indígenas del norte del continente americano (aztecas, mayas...) y los otros con una influencia más cercana a las culturas sudamericanas.

### Área Mesoamericana
Descripción

Área Mesoamericana

El área Mesoamericana estaba compuesta por los territorios ubicados en la actual Península de Nicoya y las costas del Golfo de Nicoya. Su principal lengua era el chorotega, hoy extinto, aunque existían grupos que hablaban el nahuatl (común a las comunidades indígenas mexicanas). Su llegada a esta zona se estima se dio cerca del siglo IX, donde se cree que hubo dos escenarios posibles: la subyugación de las poblaciones ahí asentadas previamente o su mezcla con estas.
Composición familiar
La sociedad de esta área era principalmente androcrática, pero su organización familiar era de corte cognático matrilineal. Los vínculos familiares eran inmensamente importantes y el matrimonio estaba reservado para todas aquellas personas que no se encontraran ligadas por lazos consanguíneos cognáticos. Asimismo, el incesto era tabú y por ello era casi desconocido.
El sistema matrimonial era de corte monogámico y no existía el divorcio salvo en casos excepcionales (como el adulterio). No obstante, los reyes en ciertas ocasiones tenían acceso a concubinas, que mantenían un rango marcadamente inferior al de la esposa legítima. El cortejo pre-matrimonial era muy tradicional y consistía de diversas etapas:
1. Petición de mano por parte del padre del pretendiente ante los padres de la pretendida.
2. Aceptación o rechazo de la solicitud.
3. Fijación de la fecha del matrimonio.
4. Celebraciones previas.

Ambos cónyuges recibían de sus padres una dote previo a la ceremonia, que podía consistir de diferentes tipos de riquezas, tales como: tierra, viviendas, alhajas, etc. 
La ceremonia matrimonial era presidida por el Rey, quien tomaba a los novios de los dedo meñique y corazón de las manos izquierdas y procedía a llevarlos al recinto designado para estas ceremonias. Una vez en el recinto, pronunciaba la siguiente frase:

"Mirad que seáis buenos esposos y que miréis por vuestra hacienda y que siempre la aumentéis y nunca la dejéis perder"

Seguido, prendían una astilla de ocote en silencio y esperaban a que esta se consumiera por completo. Una vez pasara esto, se daba por terminada la ceremonia y los esposos se retiraban a su hogar para consumar el matrimonio. Las celebraciones comenzaban el día siguiente, por mientras se mantenía la incertidumbre de la pureza de la mujer. De confirmarse su virginidad, había un gran regocijo en la comunidad y se comenzaba la fiesta. En caso contrario, la mujer era repudiada y devuelta a sus padres y se consideraba nulo el matrimonio recientemente celebrado. No obstante, podía darse un matrimonio con una mujer no-virgen si el marido tenía conocimiento previo de esta situación.
Asimismo, existían pueblos dentro del área mesoamericana donde el Rey ejercía el derecho de pernada, por voluntad general, ya que se consideraba un honor que la virginidad de las mujeres fuera tributada al Rey y por ello a quienes realizaban esta acción se les facilitaba la búsqueda de pareja.
También se conoce que en muchas ocasiones los hombres preferían contraer matrimonio con mujeres que tuvieran una gran experiencia sexual. O inclusive, se sabía de situaciones, como la de los Nicaraos donde mujeres que ejercían la prostitución, congregaban a sus clientes y les solicitaba que le construyeran una casa, repartiendo las responsabilidades entre estos. Una vez terminada, esta elegía a uno para contraer matrimonio, el cual, una vez realizado daba por redimida y se le consideraba como una mujer de buenas costumbres.
La propiedad
La propiedad era principalmente colectiva, no era sujeta al comercio y su distribución se daba principalmente entre familias, de padres a hijos o a falta de estos, a otro parientes. Se conoce de la existencia de ciertos libros de cuero de venado, los cuales se creen que tenían una función similar a la del catastro público actual. No obstante, desde el descubrimiento de uno de estos libros, llamado "el misal chorotega", este se perdió en algún momento y no se conocen otros ejemplares, las teorías existentes son que este fue a parar a una colección privada fuera del país, o fue desechado.
Se cree que la propiedad privada era reservada principalmente a los bienes muebles —y a las personas— y el robo de estos era penado con la devolución de lo robado y con servitud obligatoria, hasta que a consideración de los ofendidos se resarciera el daño. De no darse por resarcido, el hampón podría caer en esclavitud.
La transa de bienes se daba en el mercado de la ciudad, conocido como tianguis, mismo que era reservado a las mujeres y a los hombres jóvenes vírgenes. El papel de esta institución era fundamental en las sociedades del área, por lo que se teoriza que tuvo que existir un sistema normativo de importante complejidad para reglar las transacciones de este lugar. El trueque era importante, pero también se utilizaban las semillas de cacao como moneda. No obstante, como en la actualidad, el fraude existía y había personas que vaciaban el cacao de las semillas y las rellenaban con tierra, acción que era gravemente sancionada.
Asimismo, las comunidades indígenas comerciaban con sus esclavos y también, tenían la posibilidad de vender a sus hijos para el uso en sacrificios.
Los delitos sexuales
Lo delitos sexuales en las comunidades del área mesoamericana eran gravemente penados. El adulterio era sancionado con el repudio, el castigo físico y la expulsión del hogar, aunque este era principalmente centrado en la mujer; no se consideraba tan gravoso el adulterio del hombre. No obstante, también existían diversas celebraciones donde se daban las relaciones sexuales casuales o fruto de la prostitución, las cuales no eran sujetas a ningún tipo de reprobación ni de celos.
Del lado del hombre, se sancionaba de forma importante la bigamia, donde quién lo realizara sufría la pérdida de sus bienes a favor de su mujer y el destierro. La mujer podía casarse de nuevo de no tener hijos con el hombre, o de tenerlos, podía a condición de perder el disfrute de los bienes que le hubiesen sido otorgados al momento de la comprobación de la transgresión.
La violación era penada de forma similar que el robo, donde el hampón era atado a la casa de la ofendida y tenía que resarcir el daño con una cantidad de bienes suficientes, a consideración de la familia. De no lograrlo, caía en esclavitud.
Si un esclavo tenía relaciones con la hija del amo, se les condenaba a ambos a ser enterrados vivos juntos.
Composición política
Las relaciones de poder en las comunidades del área mesoamericanas eran de corte androcrático con una jerarquización importante. La sociedad era presidida por un Rey, llamado mankéme, quién gobernaba de la mano con un consejo de ancianos, llamado Monéxico, conformado de varios ancianos, conocidos como huehues, elegidos de forma mensual. Su rol era vitalicio y la sucesión era dinástico-electiva, donde una vez fallecido el mankéme, se elegia al nuevo monarca entre los familiares del finado.
El poder militar estaba liderado por los galpones, quienes eran los caballeros, capitanes y vasallos principales del mankéme.
El Monéxico se encargaba de discutir asuntos militares y administrativos, aunque no existe claridad sobre si este también se encargaba de asuntos judiciales. No obstante, se conoce que en ciertas comunidades era este el encargado de elegir al Rey, a quién podía derrocar y hasta sentenciar a muerte de considerarlo necesario. También le correspondía elegir a consejeros de la comunidad, quienes eran ancianos de prestigio, quienes ejercían un rol similar a la confesión; según diversos autores castellanos; daban consejos y asignaban penitencias y si alguno revelaba algún detalle de lo tratado o si alguien se entrometía y escuchaba sin permiso, eran gravemente castigados.
Solían realizarse sacrificios humanos y se practicaba la antropofagia ritual, para absorber las virtudes de los enemigos.

### Área Intermedia
Descripción

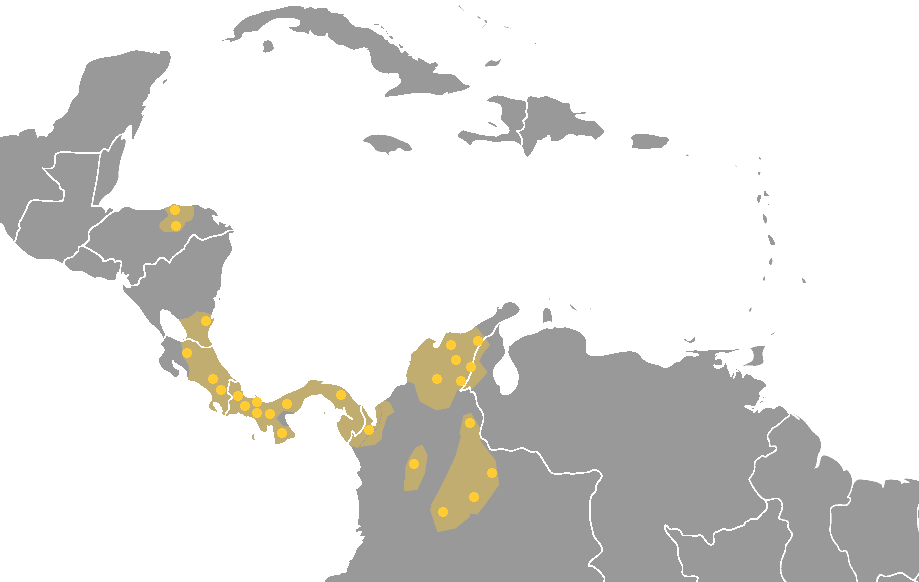
Área Intermedia

El área Intermedia estaba compuesta por todo el territorio de Costa Rica, excepto los ubicados en la Península de Nicoya y las costas del Golfo de Nicoya. Asimismo se extendía al caribe de Nicaragua, Panamá, Colombia, parte de Venezuela y Ecuador. Sus lenguajes formaban parte de la familia macro-chipcha, de los cuales a la fecha sobreviven algunos. Eran nómadas o seminómadas, por lo que tenían que desplazarse paulatinamente.
Composición familiar
Al igual que en la zona mesoamericana, la familia en esta área era principalmente cognática y matrilineal, y se cree que por esta razón tuvo que existir una gran importancia la práctica del avunculamiento. Las relaciones agnáticas no eran reconocidas, por lo que las relaciones entre familiares paternos no eran vistas con desdén y eran comunes. Se sancionaba con muerte las relaciones incestuosas entre las personas relacionadas cognáticamente y se dividían las familias por clanes, descendientes de una antepasada común. Por esta razón se mantenía un particular rastreo de las relaciones familiares y se hacía que los hombres buscaran pareja en clanes ajenos al propio. 
En efecto, se consideraba ventajoso tener hijas por encima de hijos, ya que se acostumbraba la residencia uxorilocal, donde al momento de casarse, los varones se mudaban donde sus suegros. No obstante cuando este enfermaba, tenía que volver a su casa paterna y de prolongarse demasiado la mujer podía rechazarlo e impedir que volviese al lecho conyugal.
Las relaciones matrimoniales eran sindiásmicas, con algunos casos de matrimonios monogámicos. Existían relaciones poligámicas, pero eran más comunes en los estratos superiores de la sociedad que en los inferiores, aunque no exclusivas. En bribri, la palabra de matrimonio era betsuk, que significa "manos unidas", por lo que se ha teorizado que la ceremonia matrimonial era de inmensa simpleza. No se le daba mayor importancia a la virginidad de las mujeres, por lo que es posible que existiera una mayor libertad sexual que en el área intermedia. La mujer tenía una posición equivalente o superior a la del hombre dentro del hogar, de darse infidelidad o indebida crueldad la pareja podía separarse de forma temporal o permanente.
Existían las relaciones sexuales homosexuales, las cuales no se recibían con mayor rechazo ni discriminación. En caso de adulterio se podía matar al adúltero.
La propiedad
La propiedad en la zona Intermedia era muy similar con la propiedad de la zona Mesoamericana, donde existía una colectivización de la tierra y se reservaba la propiedad privada a los bienes muebles. No se conocen casos de mercados, aunque hay vestigios de instalaciones que pudieron haber servido esta función.
Composición política

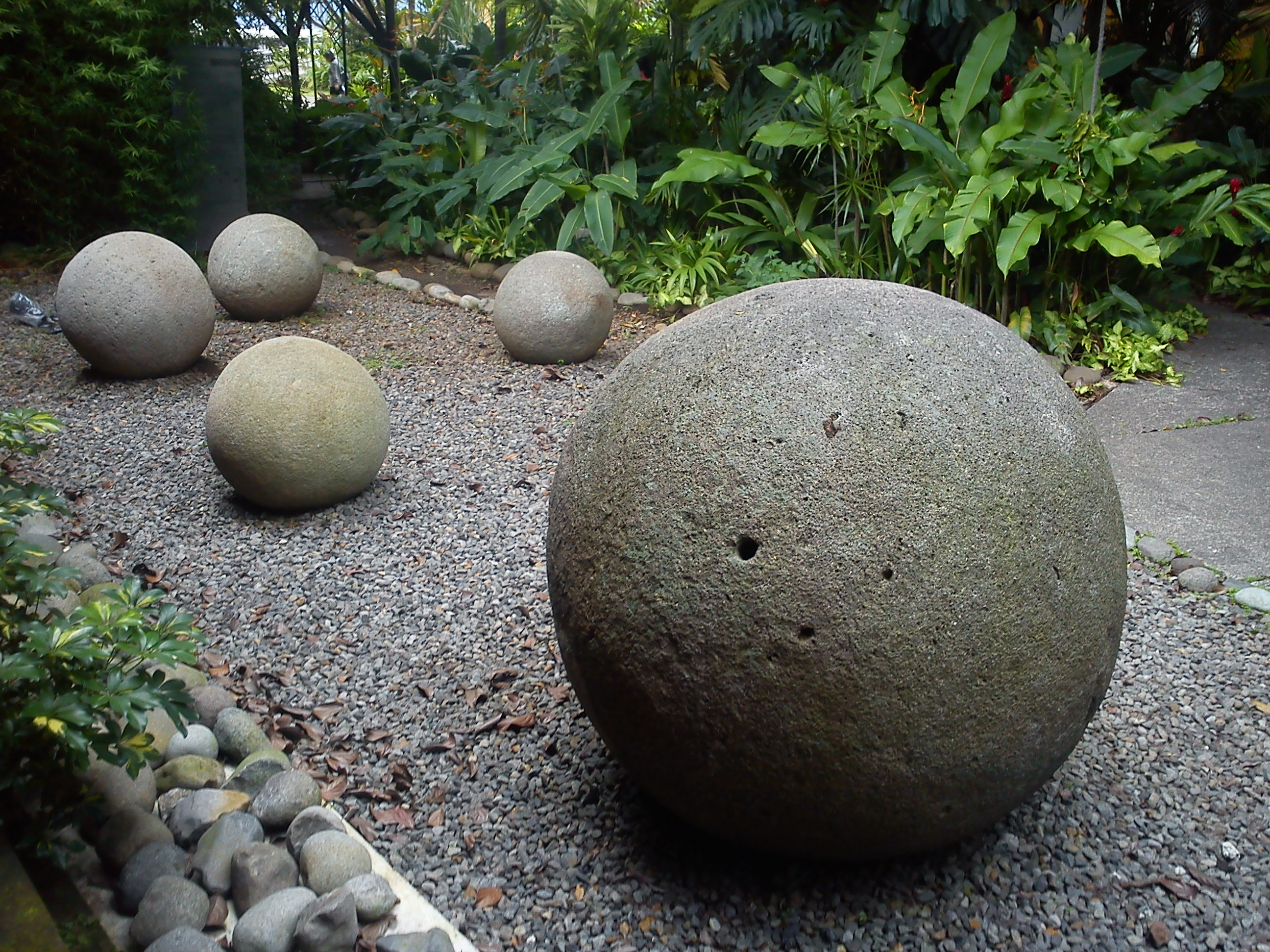
Esferas de Piedra, símbolo de la zona intermedia.

La política en el área Intermedia era presidida por un rey, quién mantenía un sistema dinástico matrilineal. No obstante, existen indicios de sistemas patrilineales, y electivos, como en el área mesoamericana. Asimismo, si bien, en general, debido al sistema androcrático el rey solía ser varón, se conoce un caso en el cual la monarca era una mujer, situación que causó un gran impacto en los colonos españoles.
La autoridad de los reyes de esta área era mayor que en área mesoamericana y se conoce que existían relaciones de vasallaje entre reinos, donde ciertos pueblos se encontraban subordinados a otros, pero mantenían su independencia. También existen casos donde no es completamente claro si las relaciones eran de dominación o alianza. Asimismo, existieron casos, como en la zona de Talamanca, donde la figura del monarca era principalmente protocolaria y ceremonial, sin mayor influencia por fuera de estos aspectos. 
En los casos principales, los roles del monarca iban desde el encauzamiento de actividades productivas, el desempeño de labores sacerdotales y la impartición de justicia. Solía encontrarse rodeado de sirvientes y asistentes y su vestimenta era adornada con distintas insignias y vestiduras reservadas a esta posición. Se le veía como una entidad divina. 
La jerarquización dependía de muchos factores, entre los cuales predominaba la cercanía familiar con el rey. No obstante, los sacerdotes y guerreros se mantenían siempre en los estratos superiores, quienes, al igual que el monarca, tenían vestimentas que les distinguían. Al igual que con el rey, estas funciones solían estar reservadas para los varones, pero en ciertos pueblos se conocen casos de mujeres guerreras, quienes llevaban el nombre de biritecas.
Similar al área mesoamericana, se practicaban sacrificios con los prisioneros de guerra, pero no practicaban el canibalismo ritual.

### Influencia Española

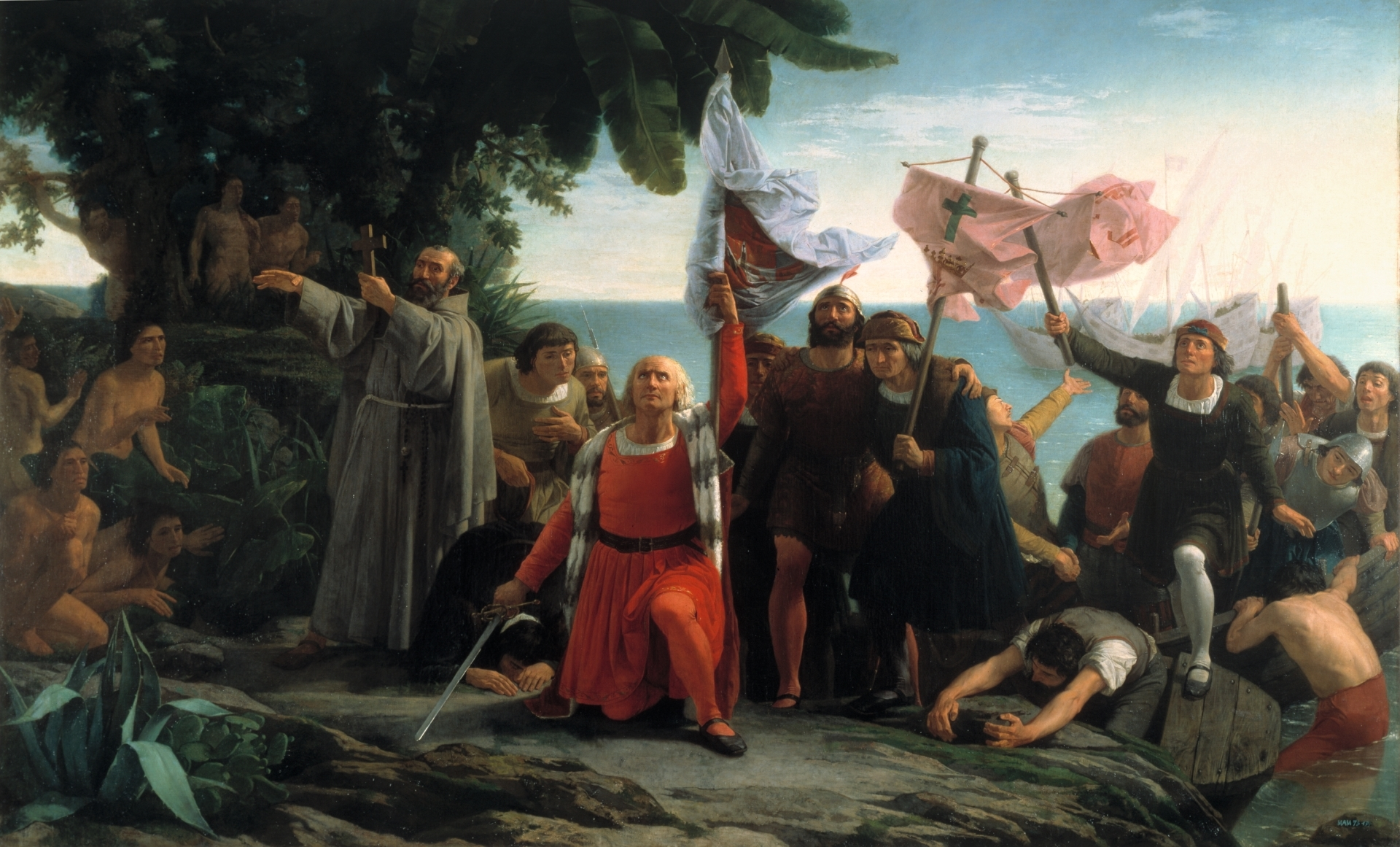
Llegada de Cristobal Colón a América.

A la llegada de los españoles, estos designaron a todos los monarcas indígenas con el título de cacique, no obstante, se considera que esta categorización cumplió una función más de diferenciar a los monarcas españoles de los monarcas indígenas, para darles una posición inferior y crear relaciones de dominación sobre estos. Asimismo, por medio de cédula real la corona española les reconoció este título a todos los monarcas indígenas y les otorgó ciertas prerrogativas, como estar exhhimidos de obligaciones tributarias y laborales.Sin embargo, su rol se vería rebajado al de simples mediadores de los conflictos entre los conquistadores y los pueblos conquistados.
Si bien hubo una resistencia considerable a la conquista principalmente por parte de los reinos del área intermedia, liderados por Garabito y Correque, estos tuvieron que exiliarse a territorios montañosos, principalmente en la zona de Tucurrique y la conquista se volvió un hecho. Los españoles decidieron trasladar a las poblaciones indígenas a territorios específicos y segregados, llamados reducciones, mismos que no tomaron en consideración las diferencias culturales de los pueblos y únicamente fueron instituidos bajo el modelo español, lo que empujó a la extinción de muchas de las culturas. Tanto fue la alienación cultural que para fines del siglo XVII todos los indígenas asentados en el Valle Central hablaban español y el idioma principal de la zona, el huetar, desapareció por completo.
El Derecho Foral e Indiano
La corona española tuvo cierta apertura a la preservación de los sistemas normativos autóctonos, siempre y cuando estas disposiciones no fueran en contra de los preceptos católicos y las leyes ya escritas. Así, se les dio a todas estas disposiciones el carácter de Derecho Foral positivo, vinculante y obligatorio, reservado únicamente a los miembros de los pueblos originarios dentro de su territorio. No obstante, la indiferenciación del sistema normativo indígena produjo que una gran parte de sus normas no pudieran ser aplicadas, ya que se les consideraba contrarias a la religión católica.
No obstante, la monarquía española comenzó a crear el Derecho Indiano, mismo que era de vigencia general y emanaba de los gobernantes, subsidiado al castellano. Este nuevo sistema normativo contradecía muchas disposiciones del Derecho Foral, por lo que este último comenzó a desaparecer, en la búsqueda de asimilar a toda la población según el primero. De igual manera el Derecho Canónigo tomó un papel protagonista en el ámbito de la organización de la familia, empujando aún más a la desaparición de las tradiciones originarias.
De esta manera fueron sustituyéndose los sistemas tradicionalmente cognáticos de relaciones familiares, por el sistema agnático reconocido por la corona de castilla y los sistemas tradicionales de comercio y reciprocidad, por el sistema privado laboral, tributario y económico de las autoridades españolas.Así, debido a todos estos cambios los sistemas normativos indígenas se quedaron estancados sin la posibilidad de renovarse, al mismo tiempo que los sistemas impuestos por los conquistadores se actualizaban constantemente, situación que casi sentenció a los primeros a desaparecer.
El Derecho Regio
Después de un tiempo, en busca de afianzar el carácter centralista y absoluto de la monarquía, las autoridades reales buscaron establecer un sistema normativo homogéneo, único en todo el territorio. Este derecho se caracterizaba por ser culto, complejo y libresco. Esto chocaba de forma directa con la tradición indígena, que acostumbraba tener un sistema normativo específico a cada pueblo. Asimismo, el Derecho Regio era escrito, cosa que no se acostumbraba en los pueblos originarios, quienes mantenían un sistema meramente consuetudinario, transmitido oralmente y siguiendo la tradición, lo cual era muy difícil de traducir en reglas escritas y rígidas; más aún cuando se les privó de educación y de oportunidades para preservar su cultura dentro de las reducciones.
De igual mofo, la mayoría de las instituciones indígenas estaban ligadas a figuras como la del rey o la del sacerdote, que al momento de eliminarse, dejaban obsoletas a las primeras. Además, la ausencia de autoridades indígenas dejaba imponentes a las normas tradicionales, que no podían ser ejecutadas al carecer de una autoridad coercitiva que las pudiera hacer valer, misma que sí tenían las normas del Derecho Regio.

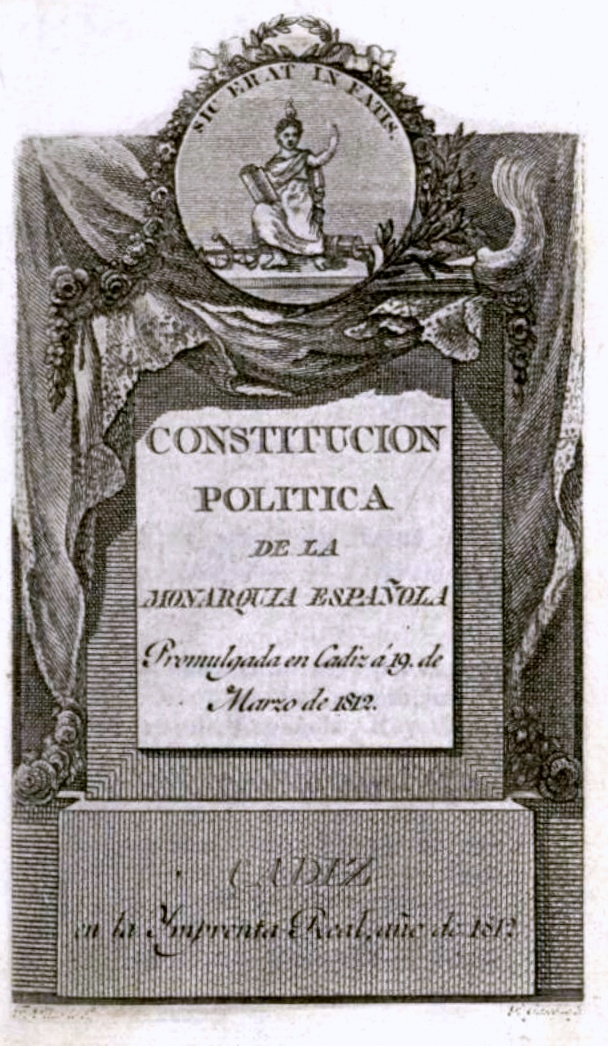
Portada de la Constitución de Cadiz.

En este nuevo sistema normativo sobrevivirían únicamente las instituciones de propiedad común de la tierra y el "cacicazgo", aunque serían deformadas en gran manera a beneficio de los conquistadores. El cacicazgo sobrevivió en Costa Rica hasta el siglo XIX, pero con sistemas de sucesión alterados. Empero, a la fecha, si bien se sabe quienes serían teóricamente los legítimos herederos de la corona indígena en ciertos pueblos y las familias de estos mantienen un prestigio importante, en la práctica la figura se encuentra extinta. Esto se dio principalmente a causa de la Constitución de Cádiz de 1812.
Con la supra mencionada, se les dio a todos los pobladores originarios del territorio nacional el carácter de ciudadanos españoles, en igualdad con el resto de habitantes del territorio y se suprimió el trabajo obligatorio que estos tenían que rendir a los españoles y los tributos a la Corona.

### Antecedentes Contemporáneos
Posterior a la independencia, el derecho costarricense siguió la tradición heredada por los españoles y edificaría su derecho al rededor del sistema romanista y otras herencias europeas. No procuraría un rescate de las esferas normativas indígenas y más bien contribuiría a su extinción definitiva. Inclusive en 1826, el Congreso Constitucional eliminaría la restricción que existía hasta entonces para las personas no-indígenas de asentarse y cultivar en los terrenos que se encontrasen incultos dentro de las reservas indígenas, lo cual daría una estocada más a la caída de las tradiciones de estas, siendo cada vez más asimiladas y absorbidas por la cultura costarricense recién fundada. La intención del Congreso con esta acción sería presentada con la siguiente frase: 

"Queriendo promover la civilización, la población y riqueza de los pueblos indígenas"
Congreso Constitucional de Costa Rica, 1826

Si bien, hasta el momento se mantenía aún de cierta manera la propiedad comunal de la tierra, entre 1835 y 1849 una serie de leyes obligaría a vender los distintos terrenos que se encontraban bajo esta categoría en subasta pública, para promover la producción cafetalera. Esto provocaría que los territorios antes propiedad de las comunidades autóctonas pasaran a manos de propietarios privados, provocando así el fin de la propiedad comunal de la tierra. Y por si fuera poco, en 1870, el gobierno dispondría que los terrenos que aún se encontrasen bajo este estatus pasaran a dominio privado, decisión que generaría importante resistencia de los pueblos, la cual sería infructuosa.
Aún cuando en las áreas que habían sobrevivido a la dominación española sobrevivían gran medida de los ordenamientos jurídicos de las comunidades del área intermedia, debido a distintos conflictos limítrofes, el Gobierno decidiría de imponer su autoridad en estos territorios a fin de "civilizar" estas poblaciones, siguiendo de cierta manera lo realizado en su momento por la Corona de Castilla , buscando imponer el Derecho Nacional, escrito y homogéneo en estos territorios. De igual manera que sucedió con el Derecho Regio, la penetración del Derecho Nacional en estas comunidades debilitó su cultura y fue mermando cada vez más la influencia de los sistemas normativos tradicionales.
No obstante, en 1867 se promulgaría la ley 21 del 25 de julio, que daría la facultad al Ejecutivo de nombrar como jefes políticos a los caciques de Talamanca y Guatuso siempre que lo estimara conveniente, dándoles así la potestad de gobernar y administrar justicia en sus territorios, con ciertas restricciones. Asimismo se dispondría que sus decisiones podrían ser recurridas ante el Gobernador de Cartago y Alajuela, según el caso, que a su vez podrían ser recurridas ante el presidente de la República. Así, se le dio al ordenamiento normativo indígena el carácter de Derecho Foral, vigente y obligatorio, el cual, contrario al Derecho Foral español aplicaba también a las personas ajenas a las comunidades, salvo en materia penal.
Aún con la existencia de esta ley, la cultura de las comunidades autóctonas siguió siendo alienada y se perdería cada vez más y más.

## Actualidad
En la actualidad la preservación de los sistemas normativos indígenas ha tomado un papel de mayor importancia, principalmente a la importancia y al desarrollo que a nivel global se generó de los Derechos Humanos.

### Derecho Indígena

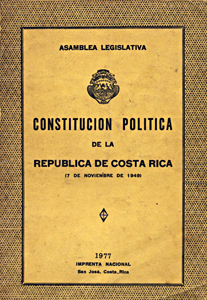
Constitución Política de Costa Rica.

En Costa Rica los sistemas normativos indígenas verían su primer respaldo normativo mediante la Ley Indígena, decretada en 1977 por medio del Decreto Legislativo 6172. Esta reconocería la personalidad jurídica de las comunidades autóctonas, quedando materializada en la fundación de las distintas Asociaciones de Desarrollo Indígena; que han asumido la jefatura política de los territorios y se les ha facultado para mediar las distintas rencillas que surjan dentro de su jurisdicción; y dispondría que el Gobierno (mediante el Instituto de Desarrollo Agrario) debería cederles las tierras que a su nombre se encontraran registradas y se encontraran en territorios indígenas, asimismo dispondría que el Gobierno tendría que expropiar o permutar las tierras que en esos territorios se encontrasen y que fuesen propiedad de personas no indígenas en pro de las comunidades originarias, aunque esta disposición no se ha cumplido en grandes magnitudes.
En 1999, una reforma en el artículo 76 de la Constitución Política dispuso que el estado debía velar por el mantenimiento, la conservación y el cultivo de las lenguas indígenas, de las cuales sobreviven solo el bribri, el cabécar, el ngöbe y el maleku.
Además, una de las principales fuentes jurídicas de los derechos jurídicos de las comunidades indígenas ha sido la jurisprudencia de la Sala Constitucional, que en sus diversos fallos han respaldado la existencia de estos sistemas normativos y de las distintas normas que los protegen. Asimismo, la creación de jurisdicciones especializadas en Derecho Indígena han afianzado aún más la existencia de estos sistemas.

### Tratados Internacionales

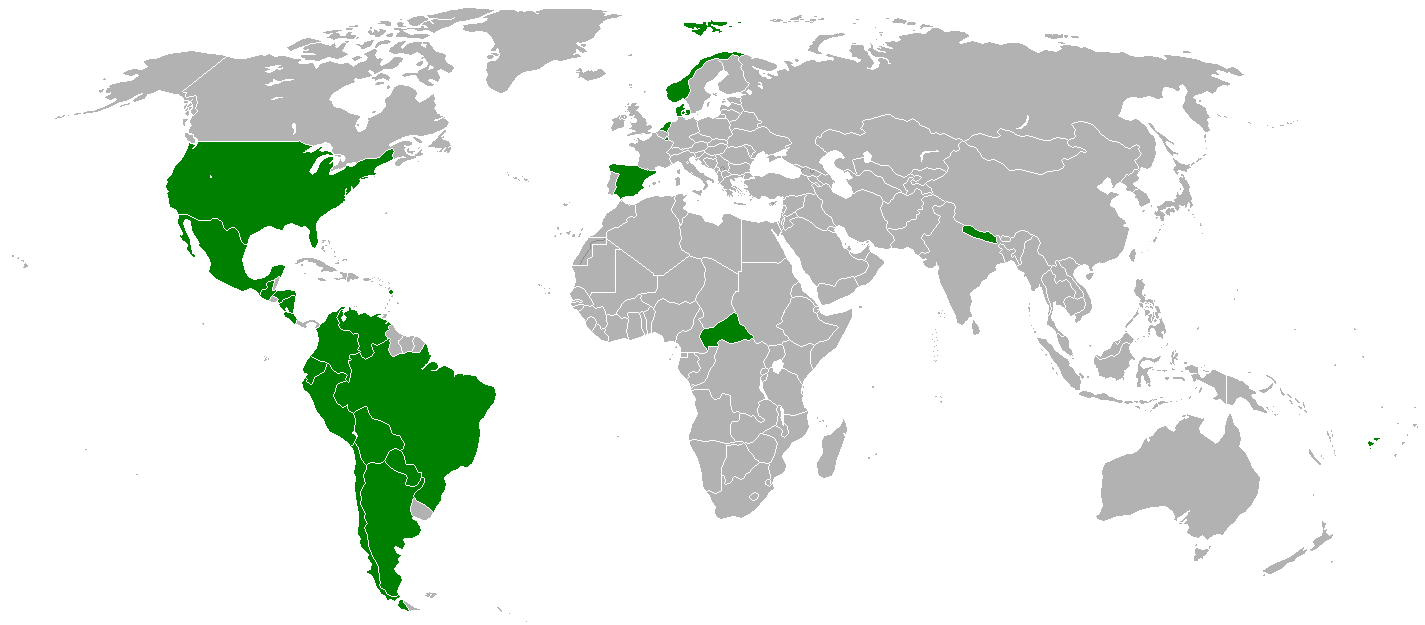
Mapa de países que ratificaron el convenio 169 de la OIT.

A nivel internacional las principales fuentes jurídicas que han buscado asegurar la conservación de los sistemas normativos tradicionales indígenas han sido los convenios sobre pueblos indígenas adoptados por al Organización Internacional del Trabajo. En un primer momento, Costa Rica ratificaría el convenio 107 de esta organización en 1959, el cual sería adoptado en Ginebra dos años atrás.
En 1989, la OIT adoptaría el convenio 169, que vendría a remplazar al 107, superándolo ampliamente. Este último sería denunciado por la Asamblea Legislativa de la República de Costa Rica, poco después de aprobar el primero en 1992.